# Deutsche Meisterschaften im Biathlon 2009
Die Deutschen Meisterschaften im Biathlon 2009  wurden vom 11. bis 20. September 2009 in Ruhpolding und Altenberg im Auftrag des Deutschen Skiverbandes (DSV) ausgetragen. Die Rennen fanden in der Chiemgau-Arena (Ruhpolding) und in der Sparkassen-Arena Osterzgebirge (Altenberg) statt. Titelverteidiger in der Pokalwertung waren Andreas Birnbacher und Simone Hauswald.

## Austragungsorte und Rennen
Ruhpolding:
- 11. September: Einzel, 15 km (Frauen) und 20 km (Männer).
- 12. September: Staffel, 3 × 6 km (Frauen) und 3 × 7,5 km (Männer).
- 13. September: Massenstart, 12,5 km (Frauen) und 15 km (Männer).

 Altenberg:
- 19. September: Sprint, 7,5 km (Frauen) und 10 km (Männer).
- 20. September: Verfolgung, 10 km (Frauen) und 12,5 km (Männer).

## Pokalwertung
Für jedes der insgesamt fünf Rennen wurden ähnlich wie beim Weltcup Punkte vergeben, die als Summe in eine separate Pokalwertung einflossen. Bei den Männern kamen die ersten 25 Plätze pro Disziplin in die Wertung, bei den Frauen die ersten acht Plätze. Teilnehmer, die als Gäste (aus dem Ausland) an den Start gingen, wurden nicht berücksichtigt.
| Punkteverteilung | Männer | Männer | Männer | Männer | Männer | Männer | Männer | Männer | Männer | Männer | Männer | Männer | Männer | Männer | Männer | Männer | Männer | Männer | Männer | Männer | Männer | Männer | Männer | Männer | Männer | Frauen | Frauen | Frauen | Frauen | Frauen | Frauen | Frauen | Frauen | Frauen |
| ---------------- | ------ | ------ | ------ | ------ | ------ | ------ | ------ | ------ | ------ | ------ | ------ | ------ | ------ | ------ | ------ | ------ | ------ | ------ | ------ | ------ | ------ | ------ | ------ | ------ | ------ | ------ | ------ | ------ | ------ | ------ | ------ | ------ | ------ | ------ |
| Platzierung      | 1      | 2      | 3      | 4      | 5      | 6      | 7      | 8      | 9      | 10     | 11     | 12     | 13     | 14     | 15     | 16     | 17     | 18     | 19     | 20     | 21     | 22     | 23     | 24     | 25     | 1      | 2      | 3      | 4      | 5      | 6      | 7      | 8      |        |
| Punkte           | 30     | 26     | 24     | 22     | 21     | 20     | 19     | 18     | 17     | 16     | 15     | 14     | 13     | 12     | 11     | 10     | 9      | 8      | 7      | 6      | 5      | 4      | 3      | 2      | 1      | 13     | 9      | 7      | 5      | 4      | 3      | 2      | 1      |        |

Die Pokalwertung gewannen Andreas Birnbacher bei den Männern und Kati Wilhelm bei den Frauen.

## Sonstige Starter
Neben den deutschen Teilnehmern waren auch Sportler aus dem Ausland startberechtigt. Deren Platzierungen wurden nicht in die offizielle nationale Wertung übernommen.
| Land                   | Männer | Frauen                                                                     |
| ---------------------- | --- | -------------------------------------------------------------------------- |
| Belgien                | Thierry Langer                                                                                                 |                                                                            |
| Volksrepublik China    | Zhang Chengye                                                                                                  | Song Chaoqing Wang Chunli Kong Yingchao Liu Yuanyuan Liu Xianying Dong Xue |
| Kanada                 | Matt Neumann                                                                                                   |                                                                            |
| Niederlande            | Herbert Cool Maximilian Götzinger                                                                              |                                                                            |
| Österreich             | Albert Herzog Daniel Mesotitsch Martin Mesotitsch Alexander Nuss Andreas Schwabl Christoph Sumann              | Kerstin Muschet Romana Schrempf Iris Waldhuber                             |
| Slowakei               | Tomáš Hasilla Pavol Hurajt                                                                                     |                                                                            |
| Vereinigtes Königreich | Simon Allanson Pete Beyer Paul Birmingham Robert Chudley Clemens Freund Kevin Kane Marcel Laponder Ben Woolley | Emma Fowler Amanda Lightfoot Alanda Scott Olwen Thorn Adele Walker         |
| Vereinigte Staaten     | Lowell Bailey Tim Burke Jeremy Teela                                                                           | BethAnn Chamberlain Lanny Barnes Tracy Barnes                              |

Die Kanadierin Megan Tandy war gemeldet, startete jedoch nicht.

## Männer

### Einzel (20 km)
| Platz | Sportler             | Verein                        | Landesverband            | Schießfehler | Zeit     |
| ----- | -------------------- | ----------------------------- | ------------------------ | ------------ | -------- |
| 1     | Andreas Birnbacher   | SC Schleching                 | Bayern                   | 1+0+1+0      | 53:05,7  |
| 2     | Daniel Mesotitsch    |                               | (Österreich)             | 1+0+1+1      | +43,1    |
| 3     | Christoph Knie       | VfL Bad Berleburg             | Westfalen                | 1+1+0+1      | +2:14,3  |
| 4     | Simon Schempp        | SZ Uhingen                    | Baden-Württemberg        | 0+1+1+1      | +2:42,0  |
| 5     | Alexander Wolf       | WSV Oberhof 05                | Thüringen                | 2+1+0+1      | +2:53,9  |
| 6     | Daniel Böhm          | SC Buntenbock                 | Niedersachsen            | 0+1+1+1      | +3:28,9  |
| 7     | Erik Lesser          | SV Eintracht Frankenhain      | Thüringen                | 0+0+0+0      | +3:47,2  |
| 8     | Manuel Müller        | SC Oberstdorf                 | Bayern                   | 1+0+1+1      | +3:56,8  |
| 9     | Michael Rösch        | SSV Altenberg                 | Sachsen                  | 1+4+1+1      | +4:14,7  |
| 10    | Pavol Hurajt         |                               | (Slowakei)               | 0+1+1+1      | +4:33,9  |
| 11    | Christoph Sumann     |                               | (Österreich)             | 3+1+2+0      | +5:55,7  |
| 12    | Tobias Reiter        | ASV Oberwössen                | Bayern                   | 1+1+3+2      | +6:44,7  |
| 13    | Daniel Graf          | TSV Siegsdorf                 | Bayern                   | 1+1+5+0      | +6:48,8  |
| 14    | Sebastian Berthold   | WSC Erzgebirge Oberwiesenthal | Sachsen                  | 1+0+1+0      | +6:51,6  |
| 15    | Christoph Stephan    | WSV Oberhof 05                | Thüringen                | 0+3+1+2      | +7:02,4  |
| 16    | Tom Barth            | TuS Dippoldiswalde            | Sachsen                  | 0+1+0+0      | +7:51,5  |
| 17    | Robin Kiel           | SV Eintracht Frankenhain      | Thüringen                | 2+1+1+1      | +8:06,9  |
| 18    | Arnd Peiffer         | WSV Clausthal-Zellerfeld      | Niedersachsen            | 2+1+2+1      | +8:37,2  |
| 19    | Zhang Chengye        |                               | (China)                  | 1+1+0+2      | +8:52,0  |
| 20    | Christian Georgi     | WSV Oberhof 05                | Thüringen                | 1+1+1+1      | +8:55,9  |
| 21    | Norbert Schiller     | WSV Eppenschlag               | Bayern                   | 0+1+1+1      | +8:59,9  |
| 22    | Felix Schuster       | Elterleiner SV                | Sachsen                  | 2+2+2+1      | +9:17,1  |
| 23    | Steven Kirchner      | WSV Scheibe-Alsbach           | Thüringen                | 0+0+0+2      | +9:22,4  |
| 24    | Benjamin Thym        | WSV Scheibe-Alsbach           | Thüringen                | 1+2+1+2      | +9:25,6  |
| 25    | Johannes Kühn        | WSV Reit im Winkl             | Bayern                   | 1+1+1+2      | +9:45,0  |
| 26    | Michael Willeitner   | SK Berchtesgaden              | Bayern                   | 0+4+2+0      | +10:11,1 |
| 27    | Carsten Pump         | SSV Altenberg                 | Sachsen                  | 1+1+3+4      | +10:22,6 |
| 28    | Benedikt Doll        | SZ Breitnau                   | Baden-Württemberg        | 1+1+1+4      | +11:09,7 |
| 29    | Fabian Bekelaer      | SV Bayerisch Eisenstein       | Bayern                   | 0+0+2+1      | +11:10,4 |
| 30    | Kevin Kane           |                               | (Vereinigtes Königreich) | 1+1+0+3      | +11:11,9 |
| 31    | Quirin Gehmacher     | SC Bergen                     | Bayern                   | 2+3+0+1      | +11:43,5 |
| 32    | Maximilian Götzinger |                               | (Niederlande)            | 0+1+2+0      | +12:01,7 |
| 33    | Florian Sachenbacher | WSV Reit im Winkl             | Bayern                   | 1+0+3+1      | +12:03,8 |
| 34    | Tobias Bauer         | WSV Scheibe-Alsbach           | Thüringen                | 3+1+0+1      | +12:10,6 |
| 35    | Peter Hoffmann       | SSV Altenberg                 | Sachsen                  | 2+0+2+2      | +12:28,6 |
| 36    | Pete Beyer           |                               | (Vereinigtes Königreich) | 0+0+0+2      | +13:33,6 |
| 37    | Marcel Laponder      |                               | (Vereinigtes Königreich) | 2+1+0+3      | +13:43,4 |
| 38    | Tomas Hasila         |                               | (Slowakei)               | 3+3+1+1      | +14:05,5 |
| 39    | Robin Belau          | SV Eintracht Frankenhain      | Thüringen                | 2+1+0+2      | +14:10,0 |
| 40    | Matthias Bischl      | SV Söchering                  | Bayern                   | 3+1+4+1      | +14:32,6 |
| 41    | Florian Baumgartner  | SC Ruhpolding                 | Bayern                   | 2+1+2+2      | +14:43,8 |
| 42    | Christopher Köditz   | Großbreitenbacher SV          | Thüringen                | 3+2+3+0      | +14:46,6 |
| 43    | Marian Quandt        | WSV Oberhof 05                | Thüringen                | 0+1+1+1      | +15:02,6 |
| 44    | Markus Jäger         | SC Steinbach-Hallenberg       | Thüringen                | 2+1+3+2      | +15:40,8 |
| 45    | Hannes Schandl       | SC Wallgau                    | Bayern                   | 2+1+2+2      | +16:41,0 |
| 46    | Ben Woolley          |                               | (Vereinigtes Königreich) | 2+2+1+2      | +21:02,3 |
| 47    | Paul Birmingham      |                               | (Vereinigtes Königreich) | 3+0+3+0      | +21:47,9 |
| 48    | Sebastian Schroetter | WSV Skadi Bodenmais           | Bayern                   | 2+2+4+2      | +22:26,3 |

Von 54 gemeldeten Athleten traten 52 an. Nicht am Start waren Robert Chudley (Vereinigtes Königreich) und Matthias Albrecht (WSV Oberhof 05). Aufgeben mussten Thierry Langer (Belgien), Herbert Cool (Niederlande) und Simon Allanson (Vereinigtes Königreich). Disqualifiziert wurde Robin Irion (SC Schönwald). Im Starterfeld liefen insgesamt 14 Athleten aus dem Ausland außerhalb der Konkurrenz.

### Staffel (3 × 7,5 km)
| Platz | Staffel / Sportler        | Verein                        | Landesverband            | Schießfehler | Zeit     |
| ----- | ------------------------- | ----------------------------- | ------------------------ | ------------ | -------- |
| 1     | BSV I                     |                               |                          | 1+8          | 58:04,2  |
|       | Daniel Graf               | TSV Siegsdorf                 | Bayern                   | 1+3          | 19:31,2  |
|       | Tobias Reiter             | ASV Oberwössen                | Bayern                   | 0+3          | 19:38,7  |
|       | Andreas Birnbacher        | SC Schleching                 | Bayern                   | 0+2          | 18:54,3  |
| 2     | SVSA I                    |                               |                          | 0+6          | +1:35,3  |
|       | Michael Rösch             | SSV Altenberg                 | Sachsen                  | 0+1          | 18:30,2  |
|       | Sebastian Berthold        | WSC Erzgebirge Oberwiesenthal | Sachsen                  | 0+0          | 20:41,2  |
|       | Carsten Pump              | SSV Altenberg                 | Sachsen                  | 0+5          | 20:28,0  |
| 3     | SBW                       |                               |                          | 0+4          | +3:01,5  |
|       | Simon Schempp             | SZ Uhingen                    | Baden-Württemberg        | 0+1          | 18:30,5  |
|       | Robin Irion               | SC Schönwald                  | Baden-Württemberg        | 0+3          | 22:10,4  |
|       | Benedikt Doll             | SZ Breitnau                   | Baden-Württemberg        | 0+0          | 20:24,7  |
| 4     | Österreich I              |                               |                          | 2+11         | +3:26,5  |
|       | Daniel Mesotitsch         |                               | (Österreich)             | 0+3          | 18:46,9  |
|       | Christoph Sumann          |                               | (Österreich)             | 1+5          | 20:54,1  |
|       | Martin Mesotitsch         |                               | (Österreich)             | 1+3          | 21:49,7  |
| 5     | BSV II                    |                               |                          | 0+12         | +3:32,2  |
|       | Manuel Müller             | SC Oberstdorf                 | Bayern                   | 0+2          | 19:57,6  |
|       | Norbert Schiller          | WSV Eppenschlag               | Bayern                   | 0+6          | 20:31,9  |
|       | Michael Willeitner        | SK Berchtesgaden              | Bayern                   | 0+4          | 21:06,7  |
| 6     | TSV I                     |                               |                          | 4+12         | +3:46,5  |
|       | Erik Lesser               | SV Eintracht Frankenhain      | Thüringen                | 0+2          | 19:59,2  |
|       | Alexander Wolf            | WSV Oberhof 05                | Thüringen                | 1+4          | 19:49,3  |
|       | Christoph Stephan         | WSV Oberhof 05                | Thüringen                | 3+6          | 22:02,0  |
| 7     | TSV II                    |                               |                          | 1+10         | +3:51,2  |
|       | Benjamin Thym             | WSV Scheibe-Alsbach           | Thüringen                | 1+5          | 20:41,0  |
|       | Christian Georgi          | WSV Oberhof 05                | Thüringen                | 0+0          | 21:26,2  |
|       | Robin Kiel                | SV Eintracht Frankenhain      | Thüringen                | 0+5          | 19:48,0  |
| 8     | BSV IV                    |                               |                          | 1+9          | +4:22,5  |
|       | Matthias Bischl           | SV Söchering                  | Bayern                   | 1+5          | 20:41,7  |
|       | Florian Baumgartner       | SC Ruhpolding                 | Bayern                   | 0+1          | 20:38,3  |
|       | Florian Sachenbacher      | WSV Reit im Winkl             | Bayern                   | 0+3          | 21:06,6  |
| 9     | USA                       |                               |                          | 7+15         | +6:03,1  |
|       | Lowell Bailey             |                               | (USA)                    | 1+4          | 19:53,5  |
|       | Tim Burke                 |                               | (USA)                    | 2+5          | 22:14,4  |
|       | Jeremy Teela              |                               | (USA)                    | 4+6          | 21:59,2  |
| 10    | SVSA II                   |                               |                          | 2+10         | +6:30,7  |
|       | Peter Hoffmann            | SSV Altenberg                 | Sachsen                  | 0+4          | 22:00,2  |
|       | Felix Schuster            | Elterleiner SV                | Sachsen                  | 2+6          | 21:56,1  |
|       | Tom Barth                 | TuS Dippoldiswalde            | Sachsen                  | 0+0          | 20:38,5  |
| 11    | Österreich II             |                               |                          | 4+9          | +7:16,1  |
|       | Andreas Schwabl           |                               | (Österreich)             | 0+1          | 20:42,9  |
|       | Alexander Nuss            |                               | (Österreich)             | 4+6          | 23:39,5  |
|       | Albert Herzog             |                               | (Österreich)             | 0+2          | 20:57,8  |
| 12    | TSV III                   |                               |                          | 1+9          | +7:30,9  |
|       | Tobias Bauer              | WSV Scheibe-Alsbach           | Thüringen                | 0+1          | 21:30,2  |
|       | Steven Kirchner           | WSV Scheibe-Alsbach           | Thüringen                | 0+4          | 21:27,3  |
|       | Christopher Köditz        | Großbreitenbacher SV          | Thüringen                | 1+4          | 22:37,5  |
| 13    | Vereinigtes Königreich II |                               |                          | 1+10         | +10:18,1 |
|       | Marcel Laponder           |                               | (Vereinigtes Königreich) | 0+3          | 20:58,6  |
|       | Paul Birmingham           |                               | (Vereinigtes Königreich) | 0+2          | 23:30,0  |
|       | Robert Chudley            |                               | (Vereinigtes Königreich) | 1+5          | 23:53,5  |
| 14    | Vereinigtes Königreich I  |                               |                          | 4+16         | +10:55,7 |
|       | Simon Allanson            |                               | (Vereinigtes Königreich) | 2+6          | 22:25,0  |
|       | Pete Beyer                |                               | (Vereinigtes Königreich) | 0+5          | 22:36,7  |
|       | Kevin Kane                |                               | (Vereinigtes Königreich) | 2+5          | 23:58,1  |

Von 15 gemeldeten Staffeln traten 14 an. Nicht am Start war die Staffel TSV/Vereinigtes Königreich mit Marian Quandt. Aufgeben mussten die Staffeln BSV III mit Quirin Gehmacher und Johannes Kühn sowie WSV/Niederlande mit Christoph Knie und Maximilian Götzinger. Disqualifiziert wurde die Staffel TSV IV mit Robin Belau, Denny Andritzke und Markus Jäger. Im Starterfeld liefen insgesamt fünf Staffeln aus dem Ausland außerhalb der Konkurrenz.

### Massenstart (15 km)
| Platz | Sportler             | Verein                        | Landesverband            | Schießfehler | Zeit     |
| ----- | -------------------- | ----------------------------- | ------------------------ | ------------ | -------- |
| 1     | Andreas Birnbacher   | SC Schleching                 | Bayern                   | 0+2+0+0      | 37:47,7  |
| 2     | Christoph Stephan    | WSV Oberhof 05                | Thüringen                | 0+2+0+0      | +27,3    |
| 3     | Simon Schempp        | SZ Uhingen                    | Baden-Württemberg        | 0+2+0+1      | +27,7    |
| 4     | Christoph Knie       | VfL Bad Berleburg             | Westfalen                | 1+1+1+2      | +1:15,2  |
| 5     | Arnd Peiffer         | WSV Clausthal-Zellerfeld      | Niedersachsen            | 0+1+1+0      | +1:40,3  |
| 6     | Daniel Mesotitsch    |                               | (Österreich)             | 0+0+1+2      | +1:42,7  |
| 7     | Michael Rösch        | SSV Altenberg                 | Sachsen                  | 1+1+4+1      | +1:52,2  |
| 8     | Daniel Graf          | TSV Siegsdorf                 | Bayern                   | 3+1+2+0      | +1:53,0  |
| 9     | Alexander Wolf       | WSV Oberhof 05                | Thüringen                | 1+0+2+2      | +2:14,2  |
| 10    | Erik Lesser          | SV Eintracht Frankenhain      | Thüringen                | 1+0+1+0      | +2:45,0  |
| 11    | Robin Kiel           | SV Eintracht Frankenhain      | Thüringen                | 1+1+2+3      | +2:54,4  |
| 12    | Matthias Bischl      | SV Söchering                  | Bayern                   | 2+3+1+0      | +3:10,3  |
| 13    | Carsten Pump         | SSV Altenberg                 | Sachsen                  | 0+2+2+1      | +3:19,0  |
| 14    | Norbert Schiller     | WSV Eppenschlag               | Bayern                   | 2+3+1+1      | +3:34,2  |
| 15    | Michael Willeitner   | SK Berchtesgaden              | Bayern                   | 1+1+0+2      | +3:40,2  |
| 16    | Christoph Sumann     |                               | (Österreich)             | 1+0+1+2      | +3:56,7  |
| 17    | Martin Mesotitsch    |                               | (Österreich)             | 0+2+3+2      | +3:57,3  |
| 18    | Benedikt Doll        | SZ Breitnau                   | Baden-Württemberg        | 2+1+2+0      | +4:01,3  |
| 19    | Johannes Kühn        | WSV Reit im Winkl             | Bayern                   | 2+2+2+1      | +4:02,5  |
| 20    | Felix Schuster       | Elterleiner SV                | Sachsen                  | 0+1+3+1      | +4:21,0  |
| 21    | Benjamin Thym        | WSV Scheibe-Alsbach           | Thüringen                | 3+2+0+1      | +4:24,3  |
| 22    | Zhang Chengye        |                               | (China)                  | 0+0+2+2      | +4:27,8  |
| 23    | Pavol Hurajt         |                               | (Slowakei)               | 1+2+1+1      | +4:35,7  |
| 24    | Alexander Nuss       |                               | (Österreich)             | 1+1+3+1      | +4:38,0  |
| 25    | Sebastian Berthold   | WSC Erzgebirge Oberwiesenthal | Sachsen                  | 1+2+0+0      | +5:00,1  |
| 26    | Marcel Laponder      |                               | (Vereinigtes Königreich) | 1+0+2+1      | +5:01,7  |
| 27    | Christian Georgi     | WSV Oberhof 05                | Thüringen                | 1+2+2+0      | +5:12,2  |
| 28    | Tobias Bauer         | WSV Scheibe-Alsbach           | Thüringen                | 0+2+0+1      | +5:22,2  |
| 29    | Peter Hoffmann       | SSV Altenberg                 | Sachsen                  | 1+1+0+2      | +5:33,4  |
| 30    | Kevin Kane           |                               | (Vereinigtes Königreich) | 1+0+1+3      | +5:33,5  |
| 31    | Manuel Müller        | SC Oberstdorf                 | Bayern                   | 3+2+3+1      | +5:44,7  |
| 32    | Florian Baumgartner  | SC Ruhpolding                 | Bayern                   | 1+4+1+0      | +5:49,9  |
| 33    | Christopher Köditz   | Großbreitenbacher SV          | Thüringen                | 1+0+2+1      | +6:00,9  |
| 34    | Simon Allanson       |                               | (Vereinigtes Königreich) | 2+1+2+0      | +6:22,2  |
| 35    | Daniel Böhm          | SC Buntenbock                 | Niedersachsen            | 3+1+3+1      | +6:31,6  |
| 36    | Robin Belau          | SV Eintracht Frankenhain      | Thüringen                | 0+0+3+1      | +6:48,4  |
| 37    | Quirin Gehmacher     | SC Bergen                     | Bayern                   | 1+3+2+1      | +6:51,1  |
| 38    | Andreas Schwabl      |                               | (Österreich)             | 2+2+2+1      | +7:16,0  |
| 39    | Tomas Hasila         |                               | (Slowakei)               | 1+0+2+2      | +7:39,2  |
| 40    | Robin Irion          | SC Schönwald                  | Baden-Württemberg        | 2+0+2+3      | +8:07,4  |
| 41    | Steven Kirchner      | WSV Scheibe-Alsbach           | Thüringen                | 2+2+1+1      | +8:52,1  |
| 42    | Tobias Reiter        | ASV Oberwössen                | Bayern                   | 0+4+2+3      | +9:01,3  |
| 43    | Hannes Schandl       | SC Wallgau                    | Bayern                   | 1+1+4+3      | +9:59,4  |
| 44    | Steven Busch         | TSG Sehma                     | Sachsen                  | 1+0+2+3      | +10:14,5 |
| 45    | Thierry Langer       |                               | (Belgien)                | 1+2+1+1      | +11:18,9 |
| 46    | Robert Chudley       |                               | (Vereinigtes Königreich) | 3+3+2+2      | +11:56,3 |
| 47    | Paul Birmingham      |                               | (Vereinigtes Königreich) | 1+3+4+0      | +12:35,3 |
| 48    | Florian Sachenbacher | WSV Reit im Winkl             | Bayern                   | 2+1+2+1      | +13:11,3 |

Von 53 gemeldeten Athleten traten 48 an. Nicht am Start waren Marian Quandt (WSV Oberhof 05), Erik Lahl (WSV Oberhof 05), Robert Wick (SCM Zella-Mehlis), Maximilian Götzinger (Niederlande) und Pete Beyer (Vereinigtes Königreich).

### Sprint (10 km)
| Platz | Sportler           | Verein                        | Landesverband     | Schießfehler | Zeit     |
| ----- | ------------------ | ----------------------------- | ----------------- | ------------ | -------- |
| 1     | Christoph Stephan  | WSV Oberhof 05                | Thüringen         | 0+1          | 25:24,3  |
| 2     | Carsten Pump       | SSV Altenberg                 | Sachsen           | 2+1          | +25,6    |
| 3     | Andreas Birnbacher | SC Schleching                 | Bayern            | 3+2          | +28,3    |
| 4     | Arnd Peiffer       | WSV Clausthal-Zellerfeld      | Niedersachsen     | 0+0          | +40,7    |
| 5     | Michael Rösch      | SSV Altenberg                 | Sachsen           | 2+3          | +42,8    |
| 6     | Tobias Reiter      | ASV Oberwössen                | Bayern            | 0+2          | +56,5    |
| 7     | Alexander Wolf     | WSV Oberhof 05                | Thüringen         | 0+2          | +1:12,1  |
| 8     | Christoph Knie     | VfL Bad Berleburg             | Westfalen         | 2+2          | +1:26,6  |
| 9     | Norbert Schiller   | WSV Eppenschlag               | Bayern            | 2+1          | +1:31,6  |
| 10    | Florian Graf       | WSV Eppenschlag               | Bayern            | 3+0          | +1:33,6  |
| 11    | Benedikt Doll      | SZ Breitnau                   | Baden-Württemberg | 1+1          | +1:36,5  |
| 12    | Erik Lesser        | SV Eintracht Frankenhain      | Thüringen         | 0+2          | +1:43,1  |
| 13    | Johannes Kühn      | WSV Reit im Winkl             | Bayern            | 1+1          | +1:48,6  |
| 14    | Matthias Bischl    | SV Söchering                  | Bayern            | 1+2          | +1:57,9  |
| 15    | Daniel Graf        | TSV Siegsdorf                 | Bayern            | 1+2          | +1:59,0  |
| 16    | Daniel Böhm        | SC Buntenbock                 | Niedersachsen     | 3+3          | +2:08,5  |
| 17    | Michael Willeitner | SK Berchtesgaden              | Bayern            | 0+0          | +2:14,0  |
| 18    | Peter Hoffmann     | SSV Altenberg                 | Sachsen           | 0+0          | +2:16,4  |
| 19    | Christian Georgi   | WSV Oberhof 05                | Thüringen         | 1+0          | +2:31,4  |
| 20    | Manuel Müller      | SC Oberstdorf                 | Bayern            | 0+2          | +2:32,8  |
| 21    | Robin Kiel         | SV Eintracht Frankenhain      | Thüringen         | 2+3          | +3:05,8  |
| 22    | Matt Neumann       |                               | (Kanada)          | 1+3          | +3:10,9  |
| 23    | Sebastian Berthold | WSC Erzgebirge Oberwiesenthal | Sachsen           | 0+1          | +3:23,6  |
| 24    | Christopher Köditz | Großbreitenbacher SV          | Thüringen         | 1+1          | +3:37,1  |
| 25    | Tobias Bauer       | WSV Scheibe-Alsbach           | Thüringen         | 0+0          | +4:06,9  |
| 26    | Ludwig Fischer     | WSV Oberhof 05                | Thüringen         | 3+0          | +4:17,7  |
| 27    | Robin Irion        | SC Schönwald                  | Baden-Württemberg | 1+2          | +4:35,0  |
| 28    | Tom Barth          | TuS Dippoldiswalde            | Sachsen           | 2+0          | +5:11,9  |
| 29    | Steven Kirchner    | WSV Scheibe-Alsbach           | Thüringen         | 1+0          | +6:13,6  |
| 30    | Quirin Gehmacher   | SC Bergen                     | Bayern            | 1+3          | +6:15,0  |
| 31    | Jonas Walther      | SG Stahl Schmiedeberg         | Sachsen           | 1+2          | +7:50,4  |
| 32    | Charles Franzke    | SSV Altenberg                 | Sachsen           | 2+4          | +8:15,6  |
| 33    | Denny Andritzke    | WSV Oberhof 05                | Thüringen         | 4+2          | +11:17,6 |

### Verfolgung (12,5 km)
| Platz | Sportler           | Verein                   | Landesverband     | Schießfehler | Zeit     |
| ----- | ------------------ | ------------------------ | ----------------- | ------------ | -------- |
| 1     | Andreas Birnbacher | SC Schleching            | Bayern            | 1+1+0+1      | 33:18,0  |
| 2     | Carsten Pump       | SSV Altenberg            | Sachsen           | 1+0+1+1      | +23,6    |
| 3     | Christoph Knie     | VfL Bad Berleburg        | Westfalen         | 0+1+1+0      | +2:14,1  |
| 4     | Christoph Stephan  | WSV Oberhof 05           | Thüringen         | 1+1+1+3      | +2:50,8  |
| 5     | Michael Rösch      | SSV Altenberg            | Sachsen           | 1+0+2+3      | +2:52,1  |
| 6     | Florian Graf       | WSV Eppenschlag          | Bayern            | 2+1+1+0      | +3:07,1  |
| 7     | Arnd Peiffer       | WSV Clausthal-Zellerfeld | Niedersachsen     | 0+0+2+2      | +3:19,9  |
| 8     | Norbert Schiller   | WSV Eppenschlag          | Bayern            | 1+1+0+1      | +3:45,4  |
| 9     | Tobias Reiter      | ASV Oberwössen           | Bayern            | 2+1+0+1      | +4:02,8  |
| 10    | Alexander Wolf     | WSV Oberhof 05           | Thüringen         | 2+1+1+1      | +4:11,8  |
| 11    | Matthias Bischl    | SV Söchering             | Bayern            | 2+0+0+1      | +4:25,1  |
| 12    | Johannes Kühn      | WSV Reit im Winkl        | Bayern            | 0+1+2+1      | +4:33,6  |
| 13    | Erik Lesser        | SV Eintracht Frankenhain | Thüringen         | 1+2+1+3      | +5:47,2  |
| 14    | Daniel Böhm        | SC Buntenbock            | Niedersachsen     | 1+1+2+4      | +5:57,7  |
| 15    | Robin Kiel         | SV Eintracht Frankenhain | Thüringen         | 0+1+0+2      | +6:00,3  |
| 16    | Peter Hoffmann     | SSV Altenberg            | Sachsen           | 2+0+1+0      | +6:28,5  |
| 17    | Michael Willeitner | SK Berchtesgaden         | Bayern            | 0+0+1+1      | +7:19,4  |
| 18    | Benedikt Doll      | SZ Breitnau              | Baden-Württemberg | 1+1+4+2      | +8:22,4  |
| 19    | Christian Georgi   | WSV Oberhof 05           | Thüringen         | 1+3+0+1      | +9:39,7  |
| 20    | Matt Neumann       |                          | (Kanada)          | 2+1+3+2      | +9:39,8  |
| 21    | Christopher Köditz | Großbreitenbacher SV     | Thüringen         | 1+1+1+1      | +10:07,8 |
| 22    | Tom Barth          | TuS Dippoldiswalde       | Sachsen           | 0+0+2+0      | +10:34,7 |
| 23    | Robin Irion        | SC Schönwald             | Baden-Württemberg | 2+0+2+3      | +12:37,7 |
| 24    | Quirin Gehmacher   | SC Bergen                | Bayern            | 1+0+1+2      | +13:06,2 |
| 25    | Ludwig Fischer     | WSV Oberhof 05           | Thüringen         | 3+2+3+4      | +15:01,6 |
| 26    | Tobias Bauer       | WSV Scheibe-Alsbach      | Thüringen         | 3+3+2+2      | +16:42,9 |
| 27    | Steven Kirchner    | WSV Scheibe-Alsbach      | Thüringen         | 0+1+2+1      | +16:44,3 |

Von 31 gemeldeten Athleten traten 29 an. Nicht am Start waren Daniel Graf (TSV Siegsdorf) und Manuel Müller (SC Oberstdorf). Aufgeben mussten Sebastian Berthold (WSC Erzgebirge Oberwiesenthal) und Denny Andritzke (WSV Oberhof 05).

### Pokalwertung
| Platz | Sportler           | Verein         | Landesverband | Rennen | Rennen | Rennen | Rennen | Rennen | Summe |
| Platz | Sportler           | Verein         | Landesverband | 1      | 2      | 3      | 4      | 5      | Summe |
| ----- | ------------------ | -------------- | ------------- | ------ | ------ | ------ | ------ | ------ | ----- |
| 1     | Andreas Birnbacher | SC Schleching  | Bayern        | 30     | 30     | 30     | 24     | 30     | 144   |
| 2     | Christoph Stephan  | WSV Oberhof 05 | Thüringen     | 14     | 21     | 26     | 30     | 22     | 113   |
| 3     | Michael Rösch      | SSV Altenberg  | Sachsen       | 18     | 26     | 20     | 21     | 21     | 106   |
| 4     | Alexander Wolf     | WSV Oberhof 05 | Thüringen     | 22     | 21     | 18     | 19     | 16     | 96    |
| 5     | Carsten Pump       | SSV Altenberg  | Sachsen       | 3      | 26     | 14     | 26     | 26     | 95    |

## Frauen

### Einzel (15 km)
| Platz | Sportlerin           | Verein                        | Landesverband     | Schießfehler | Zeit    |
| ----- | -------------------- | ----------------------------- | ----------------- | ------------ | ------- |
| 1     | Kathrin Hitzer       | SC Gosheim                    | Baden-Württemberg | 1+0+0+0      | 44:37,2 |
| 2     | Martina Beck         | SC Mittenwald                 | Bayern            | 0+0+0+2      | +7,1    |
| 3     | Simone Hauswald      | SC Gosheim                    | Baden-Württemberg | 1+1+0+1      | +19,2   |
| 4     | Kati Wilhelm         | SCM Zella-Mehlis              | Thüringen         | 1+1+0+1      | +22,5   |
| 5     | Magdalena Neuner     | SC Wallgau                    | Bayern            | 1+1+1+0      | +37,0   |
| 6     | Andrea Henkel        | Großbreitenbacher SV          | Thüringen         | 1+1+0+1      | +1:10,2 |
| 7     | Tina Bachmann        | SG Stahl Schmiedeberg         | Sachsen           | 1+2+1+1      | +1:51,7 |
| 8     | Sabrina Buchholz     | WSV Oberhof 05                | Thüringen         | 0+1+0+1      | +1:54,8 |
| 9     | Carolin Hennecke     | SC Willingen                  | Hessen            | 2+1+0+0      | +2:52,1 |
| 10    | Juliane Döll         | WSV Oberhof 05                | Thüringen         | 1+0+0+1      | +2:53,2 |
| 11    | Nicole Wötzel        | Elterleiner SV                | Sachsen           | 1+2+0+0      | +3:45,1 |
| 12    | Nadine Horchler      | SC Willingen                  | Hessen            | 0+1+0+1      | +3:49,8 |
| 13    | Stefanie Hildebrand  | WSV Clausthal-Zellerfeld      | Niedersachsen     | 1+0+1+1      | +4:12,3 |
| 14    | Franziska Hildebrand | WSV Clausthal-Zellerfeld      | Niedersachsen     | 0+0+1+0      | +4:35,4 |
| 15    | Karolin Horchler     | WSV Clausthal-Zellerfeld      | Niedersachsen     | 0+1+0+2      | +5:06,1 |
| 16    | Anne Preußler        | SSV Altenberg                 | Sachsen           | 1+2+0+2      | +5:59,0 |
| 17    | Miriam Behringer     | SC Todtnau                    | Baden-Württemberg | 2+0+0+1      | +6:34,4 |
| 18    | Lisa Voigt           | WSV Oberhof 05                | Thüringen         | 0+1+0+1      | +7:13,2 |
| 19    | Anne Domeinski       | SCM Zella-Mehlis              | Thüringen         | 1+1+2+2      | +7:48,1 |
| 20    | Janin Hammerschmidt  | SK Winterberg                 | Westfalen         | 2+1+2+2      | +8:17,7 |
| 21    | Marie-Christin Kloss | WSC Erzgebirge Oberwiesenthal | Sachsen           | 1+2+1+1      | +8:33,2 |
| 22    | Christina Maierhofer | SC Bergen                     | Bayern            | 1+1+1+0      | +8:36,7 |
| 23    | Maren Hammerschmidt  | SK Winterberg                 | Westfalen         | 1+2+2+3      | +9:01,4 |
| 24    | Grit Otto            | SSV Altenberg                 | Sachsen           | 1+0+2+0      | +9:08,7 |
| 25    | Jennifer Horn        | SV Eintracht Frankenhain      | Thüringen         | 0+2+2+0      | +9:12,2 |

Von 26 gemeldeten und gestarteten Athletinnen kamen 25 in die Wertung. Aufgeben musste Susann König (SSV Altenberg).

### Staffel (3 × 6 km)
| Platz | Staffel / Sportlerin              | Verein                   | Landesverband            | Schießfehler | Zeit     |
| ----- | --------------------------------- | ------------------------ | ------------------------ | ------------ | -------- |
| 1     | BSV                               |                          |                          | 0+2          | 49:21,9  |
|       | Magdalena Neuner                  | SC Wallgau               | Bayern                   | 0+2          | 15:52,2  |
|       | Martina Beck                      | SC Mittenwald            | Bayern                   | 0+0          | 15:49,6  |
|       | Christina Maierhofer              | SC Bergen                | Bayern                   | 0+0          | 17:40,1  |
| 2     | TSV I                             |                          |                          | 1+8          | +6,3     |
|       | Sabrina Buchholz                  | WSV Oberhof 05           | Thüringen                | 1+4          | 17:03,0  |
|       | Andrea Henkel                     | Großbreitenbacher SV     | Thüringen                | 0+2          | 16:08,8  |
|       | Kati Wilhelm                      | SCM Zella-Mehlis         | Thüringen                | 0+2          | 16:16,3  |
| 3     | China I                           |                          |                          | 0+9          | +43,4    |
|       | Wang Chunli                       |                          | (China)                  | 0+4          | 16:46,6  |
|       | Liu Xianying                      |                          | (China)                  | 0+3          | 16:28,2  |
|       | Dong Xue                          |                          | (China)                  | 0+2          | 16:50,4  |
| 4     | SVSA I                            |                          |                          | 0+9          | +1:16,7  |
|       | Tina Bachmann                     | SG Stahl Schmiedeberg    | Sachsen                  | 0+4          | 16:25,4  |
|       | Nicole Wötzel                     | Elterleiner SV           | Sachsen                  | 0+2          | 17:05,7  |
|       | Anne Preußler                     | SSV Altenberg            | Sachsen                  | 0+3          | 17:07,5  |
| 5     | SBW                               |                          |                          | 1+12         | +2:05,5  |
|       | Simone Hauswald                   | SC Gosheim               | Baden-Württemberg        | 0+3          | 16:13,0  |
|       | Kathrin Hitzer                    | SC Gosheim               | Baden-Württemberg        | 0+6          | 17:02,0  |
|       | Miriam Behringer                  | SC Todtnau               | Baden-Württemberg        | 1+3          | 18:12,3  |
| 6     | China II                          |                          |                          | 0+7          | +2:42,2  |
|       | Song Chaoqing                     |                          | (China)                  | 0+2          | 17:02,4  |
|       | Liu Yuanyuan                      |                          | (China)                  | 0+3          | 17:42,6  |
|       | Kong Yingchao                     |                          | (China)                  | 0+2          | 17:19,0  |
| 7     | TSV II                            |                          |                          | 0+8          | +3:12,8  |
|       | Anne Domeinski                    | SCM Zella-Mehlis         | Thüringen                | 0+2          | 17:04,0  |
|       | Juliane Döll                      | WSV Oberhof 05           | Thüringen                | 0+3          | 17:15,6  |
|       | Jennifer Horn                     | SV Eintracht Frankenhain | Thüringen                | 0+3          | 18:15,0  |
| 8     | WSV/HSV                           |                          |                          | 2+8          | +3:49,0  |
|       | Maren Hammerschmidt               | SK Winterberg            | Westfalen                | 2+3          | 18:37,6  |
|       | Janin Hammerschmidt               | SK Winterberg            | Westfalen                | 0+4          | 17:55,1  |
|       | Carolin Hennecke                  | SC Willingen             | Hessen                   | 0+1          | 16:38,1  |
| 9     | NSV                               |                          |                          | 0+10         | +3:51,0  |
|       | Stefanie Hildebrand               | WSV Clausthal-Zellerfeld | Niedersachsen            | 0+4          | 17:54,6  |
|       | Franziska Hildebrand              | WSV Clausthal-Zellerfeld | Niedersachsen            | 0+4          | 17:35,5  |
|       | Karolin Horchler                  | WSV Clausthal-Zellerfeld | Niedersachsen            | 0+2          | 17:42,6  |
| 10    | TSV/SVSA/HSV                      |                          |                          | 0+4          | +4:09,6  |
|       | Lisa Voigt                        | WSV Oberhof 05           | Thüringen                | 0+0          | 17:05,2  |
|       | Grit Otto                         | SSV Altenberg            | Sachsen                  | 0+3          | 19:29,1  |
|       | Nadine Horchler                   | SC Willingen             | Hessen                   | 0+1          | 16:57,1  |
| 11    | Vereinigtes Königreich            |                          |                          | 1+7          | +6:22,2  |
|       | Emma Fowler                       |                          | (Vereinigtes Königreich) | 0+0          | 18:12,7  |
|       | Alanda Scott                      |                          | (Vereinigtes Königreich) | 1+3          | 19:14,8  |
|       | Adele Walker                      |                          | (Vereinigtes Königreich) | 0+4          | 18:16,5  |
| 12    | Vereinigtes Königreich/Österreich |                          |                          | 9+16         | +13:38,9 |
|       | Amanda Lightfoot                  |                          | (Vereinigtes Königreich) | 1+4          | 19:46,0  |
|       | Olwen Thorn                       |                          | (Vereinigtes Königreich) | 3+6          | 22:19,7  |
|       | Ramona Düringer                   |                          | (Österreich)             | 5+6          | 20:55,0  |

Von 14 gemeldeten Staffeln traten 13 an. Nicht am Start war die Staffel SVSA II mit Marie-Christin Kloss und Susann König. Disqualifiziert wurde die Staffel aus Österreich mit Iris Waldhuber, Kerstin Muschet und Romana Schrempf. Im Starterfeld liefen insgesamt fünf Staffeln aus dem Ausland außerhalb der Konkurrenz. Die nach Gesamtzeit drittplatzierte Staffel aus China wurde nicht offiziell gewertet.

### Massenstart (12,5 km)
| Platz | Sportlerin           | Verein                   | Landesverband            | Schießfehler | Zeit     |
| ----- | -------------------- | ------------------------ | ------------------------ | ------------ | -------- |
| 1     | Magdalena Neuner     | SC Wallgau               | Bayern                   | 0+1+1+1      | 36:29,7  |
| 2     | Liu Xianying         |                          | (China)                  | 0+0+0+1      | +24,0    |
| 3     | Kati Wilhelm         | SCM Zella-Mehlis         | Thüringen                | 0+0+0+1      | +40,3    |
| 4     | Wang Chunli          |                          | (China)                  | 0+1+1+1      | +50,3    |
| 5     | Tina Bachmann        | SG Stahl Schmiedeberg    | Sachsen                  | 1+0+2+1      | +56,4    |
| 6     | Simone Hauswald      | SC Gosheim               | Baden-Württemberg        | 1+0+3+1      | +1:24,2  |
| 7     | Carolin Hennecke     | SC Willingen             | Hessen                   | 0+2+0+1      | +1:30,4  |
| 8     | Sabrina Buchholz     | WSV Oberhof 05           | Thüringen                | 0+0+1+2      | +1:30,7  |
| 9     | Kong Yingchao        |                          | (China)                  | 0+0+1+0      | +2:01,6  |
| 10    | Andrea Henkel        | Großbreitenbacher SV     | Thüringen                | 1+2+1+0      | +2:05,2  |
| 11    | Dong Xue             |                          | (China)                  | 1+1+0+2      | +2:32,0  |
| 12    | Song Chaoqing        |                          | (China)                  | 0+0+2+1      | +2:33,1  |
| 13    | Nadine Horchler      | SC Willingen             | Hessen                   | 1+1+0+1      | +2:45,0  |
| 14    | Juliane Döll         | WSV Oberhof 05           | Thüringen                | 0+1+0+1      | +2:50,7  |
| 15    | Janin Hammerschmidt  | SK Winterberg            | Westfalen                | 0+1+1+0      | +3:02,7  |
| 16    | Nicole Wötzel        | Elterleiner SV           | Sachsen                  | 2+0+1+1      | +3:20,0  |
| 17    | Franziska Hildebrand | WSV Clausthal-Zellerfeld | Niedersachsen            | 0+1+1+1      | +3:45,1  |
| 18    | Kathrin Hitzer       | SC Gosheim               | Baden-Württemberg        | 4+0+1+0      | +3:50,0  |
| 19    | Karolin Horchler     | WSV Clausthal-Zellerfeld | Niedersachsen            | 0+1+0+3      | +3:51,2  |
| 20    | Iris Waldhuber       |                          | (Österreich)             | 0+0+1+0      | +4:00,0  |
| 21    | Stefanie Hildebrand  | WSV Clausthal-Zellerfeld | Niedersachsen            | 1+0+2+2      | +4:18,9  |
| 22    | Liu Yuanyuan         |                          | (China)                  | 1+2+3+3      | +4:55,0  |
| 23    | Maren Hammerschmidt  | SK Winterberg            | Westfalen                | 2+2+2+1      | +4:56,9  |
| 24    | Kerstin Muschet      |                          | (Österreich)             | 2+1+1+2      | +5:05,8  |
| 25    | Anne Preußler        | SSV Altenberg            | Sachsen                  | 1+1+3+1      | +5:18,4  |
| 26    | Lisa Voigt           | WSV Oberhof 05           | Thüringen                | 2+0+1+0      | +5:24,5  |
| 27    | Christina Maierhofer | SC Bergen                | Bayern                   | 1+1+0+0      | +5:36,5  |
| 28    | Adele Walker         |                          | (Vereinigtes Königreich) | 3+0+0+1      | +5:42,7  |
| 29    | Anne Domeinski       | SCM Zella-Mehlis         | Thüringen                | 3+2+0+1      | +5:43,8  |
| 30    | Miriam Behringer     | SC Todtnau               | Baden-Württemberg        | 1+1+2+1      | +5:43,9  |
| 31    | Jennifer Horn        | SV Eintracht Frankenhain | Thüringen                | 2+1+2+0      | +6:04,9  |
| 32    | Romana Schrempf      |                          | (Österreich)             | 2+1+3+3      | +6:16,8  |
| 33    | Emma Fowler          |                          | (Vereinigtes Königreich) | 1+0+3+1      | +6:34,4  |
| 34    | Amanda Lightfoot     |                          | (Vereinigtes Königreich) | 2+3+1+0      | +7:51,4  |
| 35    | Ramona Düringer      |                          | (Österreich)             | 2+5+2+3      | +9:44,0  |
| 36    | Alanda Scott         |                          | (Vereinigtes Königreich) | 1+1+3+4      | +10:21,3 |

Von 37 gemeldeten Athletinnen traten 36 an. Nicht am Start war Yu Shumei (China). Die nach Gesamtzeit zweit- und viertplatzierten Athletinnen aus China wurde nicht offiziell gewertet.

### Sprint (7,5 km)
| Platz | Sportlerin           | Verein                        | Landesverband     | Schießfehler | Zeit    |
| ----- | -------------------- | ----------------------------- | ----------------- | ------------ | ------- |
| 1     | Kati Wilhelm         | SCM Zella-Mehlis              | Thüringen         | 1+1          | 23:41,0 |
| 2     | Simone Hauswald      | SC Gosheim                    | Baden-Württemberg | 1+3          | +10,9   |
| 3     | Stefanie Hildebrand  | WSV Clausthal-Zellerfeld      | Niedersachsen     | 0+1          | +11,2   |
| 4     | Sabrina Buchholz     | WSV Oberhof 05                | Thüringen         | 0+1          | +13,4   |
| 5     | Magdalena Neuner     | SC Wallgau                    | Bayern            | 2+2          | +16,6   |
| 6     | Kathrin Hitzer       | SC Gosheim                    | Baden-Württemberg | 1+1          | +24,5   |
| 7     | Tina Bachmann        | SG Stahl Schmiedeberg         | Sachsen           | 1+3          | +28,5   |
| 8     | Carolin Hennecke     | SC Willingen                  | Hessen            | 2+1          | +59,9   |
| 9     | Franziska Hildebrand | WSV Clausthal-Zellerfeld      | Niedersachsen     | 1+0          | +1:05,7 |
| 10    | Susann König         | SSV Altenberg                 | Sachsen           | 1+0          | +1:10,2 |
| 11    | Juliane Döll         | WSV Oberhof 05                | Thüringen         | 1+0          | +1:20,1 |
| 12    | Karolin Horchler     | WSV Clausthal-Zellerfeld      | Niedersachsen     | 0+1          | +1:22,3 |
| 13    | Tracy Barnes         |                               | (USA)             | 0+0          | +1:23,3 |
| 14    | Nicole Wötzel        | Elterleiner SV                | Sachsen           | 1+1          | +1:23,4 |
| 15    | Miriam Behringer     | SC Todtnau                    | Baden-Württemberg | 0+0          | +1:28,9 |
| 16    | Anne Domeinski       | SCM Zella-Mehlis              | Thüringen         | 0+2          | +1:57,4 |
| 17    | Maren Hammerschmidt  | SK Winterberg                 | Westfalen         | 2+2          | +2:20,6 |
| 18    | Anne Preußler        | SSV Altenberg                 | Sachsen           | 2+1          | +2:22,9 |
| 19    | Marie-Christin Kloss | WSC Erzgebirge Oberwiesenthal | Sachsen           | 1+1          | +2:26,2 |
| 20    | Nadine Horchler      | SC Willingen                  | Hessen            | 2+1          | +2:26,3 |
| 21    | Lanny Barnes         |                               | (USA)             | 1+0          | +2:37,2 |
| 22    | Christina Maierhofer | SC Bergen                     | Bayern            | 0+0          | +2:43,2 |
| 23    | Jennifer Horn        | SV Eintracht Frankenhain      | Thüringen         | 1+2          | +2:50,7 |
| 24    | Lisa Voigt           | WSV Oberhof 05                | Thüringen         | 2+1          | +3:09,9 |
| 25    | Janin Hammerschmidt  | SK Winterberg                 | Westfalen         | 3+2          | +3:31,1 |
| 26    | Carolin Leunig       | WSV Clausthal-Zellerfeld      | Niedersachsen     | 3+2          | +4:20,9 |
| 27    | Grit Otto            | SSV Altenberg                 | Sachsen           | 0+1          | +4:37,1 |
| 28    | Nicola Memm          | WSV Oberhof 05                | Thüringen         | 0+1          | +4:45,2 |
| 29    | BethAnn Chamberlain  |                               | (USA)             | 2+3          | +5:29,8 |
| 30    | Anne Neururer        | SSV Altenberg                 | Sachsen           | 2+3          | +6:29,1 |
| 31    | Anne Herklotz        | SSV Altenberg                 | Sachsen           | 1+3          | +6:52,0 |
| 32    | Kristina Hochreiter  | SC Ruhpolding                 | Bayern            | 1+2          | +8:21,0 |

Von 37 gemeldeten Athletinnen traten 34 an. Nicht am Start waren Andrea Henkel (Großbreitenbacher SV), Martina Beck (SC Mittenwald) und Megan Tandy (Kanada). Aufgeben mussten Theres Dittrich (SG Stahl Schmiedeberg) und Cindy Philipp (SSV Altenberg).

### Verfolgung (10 km)
| Platz | Sportlerin           | Verein                        | Landesverband     | Schießfehler | Zeit     |
| ----- | -------------------- | ----------------------------- | ----------------- | ------------ | -------- |
| 1     | Kati Wilhelm         | SCM Zella-Mehlis              | Thüringen         | 1+1+1+0      | 32:20,1  |
| 2     | Tina Bachmann        | SG Stahl Schmiedeberg         | Sachsen           | 0+1+0+2      | +4,9     |
| 3     | Simone Hauswald      | SC Gosheim                    | Baden-Württemberg | 1+0+2+2      | +5,1     |
| 4     | Kathrin Hitzer       | SC Gosheim                    | Baden-Württemberg | 1+1+0+0      | +45,6    |
| 5     | Magdalena Neuner     | SC Wallgau                    | Bayern            | 0+2+2+2      | +1:02,8  |
| 6     | Stefanie Hildebrand  | WSV Clausthal-Zellerfeld      | Niedersachsen     | 0+1+2+1      | +1:56,2  |
| 7     | Sabrina Buchholz     | WSV Oberhof 05                | Thüringen         | 0+0+0+3      | +2:33,9  |
| 8     | Carolin Hennecke     | SC Willingen                  | Hessen            | 1+2+1+0      | +3:06,3  |
| 9     | Karolin Horchler     | WSV Clausthal-Zellerfeld      | Niedersachsen     | 1+0+1+0      | +3:38,3  |
| 10    | Franziska Hildebrand | WSV Clausthal-Zellerfeld      | Niedersachsen     | 0+0+1+2      | +3:59,6  |
| 11    | Nicole Wötzel        | Elterleiner SV                | Sachsen           | 0+0+1+1      | +4:06,2  |
| 12    | Tracy Barnes         |                               | (USA)             | 1+0+2+0      | +4:15,0  |
| 13    | Lanny Barnes         |                               | (USA)             | 0+0+1+1      | +4:47,3  |
| 14    | Juliane Döll         | WSV Oberhof 05                | Thüringen         | 3+0+1+1      | +4:48,5  |
| 15    | Nadine Horchler      | SC Willingen                  | Hessen            | 0+2+0+1      | +4:55,1  |
| 16    | Anne Preußler        | SSV Altenberg                 | Sachsen           | 1+2+2+0      | +4:55,2  |
| 17    | Miriam Behringer     | SC Todtnau                    | Baden-Württemberg | 1+1+0+2      | +5:12,4  |
| 18    | Janin Hammerschmidt  | SK Winterberg                 | Westfalen         | 1+1+0+1      | +5:46,8  |
| 19    | Anne Domeinski       | SCM Zella-Mehlis              | Thüringen         | 0+0+1+3      | +5:55,6  |
| 20    | Susann König         | SSV Altenberg                 | Sachsen           | 1+3+2+1      | +6:21,5  |
| 21    | Jennifer Horn        | SV Eintracht Frankenhain      | Thüringen         | 2+1+0+0      | +6:42,2  |
| 22    | Christina Maierhofer | SC Bergen                     | Bayern            | 0+0+2+0      | +7:45,4  |
| 23    | Carolin Leunig       | WSV Clausthal-Zellerfeld      | Niedersachsen     | 0+0+2+0      | +8:07,2  |
| 24    | Marie-Christin Kloss | WSC Erzgebirge Oberwiesenthal | Sachsen           | 1+0+3+2      | +8:11,3  |
| 25    | Lisa Voigt           | WSV Oberhof 05                | Thüringen         | 2+0+1+1      | +10:04,5 |
| 26    | BethAnn Chamberlain  |                               | (USA)             | 2+4+1+1      | +12:56,8 |

Von 31 gemeldeten Athletinnen traten 27 an. Nicht am Start waren Grit Otto (SSV Altenberg), Kristina Hochreiter (SC Ruhpolding), Andrea Henkel (Großbreitenbacher SV) und Martina Beck (SC Mittenwald). Aufgeben musste Nicola Memm (WSV Oberhof 05).

### Pokalwertung
| Platz | Sportlerin       | Verein                | Landesverband     | Rennen | Rennen | Rennen | Rennen | Rennen | Summe |
| Platz | Sportlerin       | Verein                | Landesverband     | 1      | 2      | 3      | 4      | 5      | Summe |
| ----- | ---------------- | --------------------- | ----------------- | ------ | ------ | ------ | ------ | ------ | ----- |
| 1     | Kati Wilhelm     | SCM Zella-Mehlis      | Thüringen         | 5      | 9      | 9      | 13     | 13     | 49    |
| 2     | Magdalena Neuner | SC Wallgau            | Bayern            | 4      | 13     | 13     | 4      | 4      | 38    |
| 3     | Simone Hauswald  | SC Gosheim            | Baden-Württemberg | 7      | 5      | 5      | 9      | 7      | 33    |
| 4     | Tina Bachmann    | SG Stahl Schmiedeberg | Sachsen           | 2      | 7      | 7      | 2      | 9      | 27    |
| 5     | Kathrin Hitzer   | SC Gosheim            | Baden-Württemberg | 13     | 5      | 0      | 3      | 5      | 26    |